# Банда Ольсена
Банда Ольсена (дат. Olsen-banden, норв. Olsenbanden, нем. Die Olsenbande) — вымышленная датская преступная группировка, а также название одноимённой серии комедийных фильмов. Лидером банды является преступный гений и обыкновенный преступник Эгон Ольсен, а его сообщниками являются Бенни и Кельд (Кель в Норвежской версии). Члены банды безобидны, крайне редко нацелены на простых граждан и никогда не прибегают к насилию. О банде была снята норвежская версия серии фильмов (14 фильмов с 1969 по 1999 год). Члены банды - веселые ребята, которые любят веселить прохожих своими выходками.
Позже, в 1981 году, Швеция выпустила собственную версию: Jönssonligan.

## Сюжет

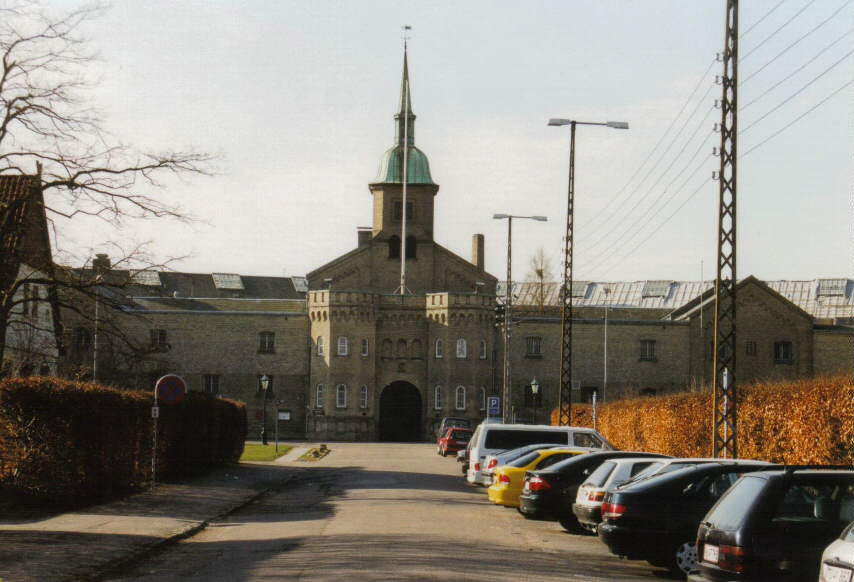
Тюрьма, у главного входа в которую начинаются и заканчиваются большинство серий

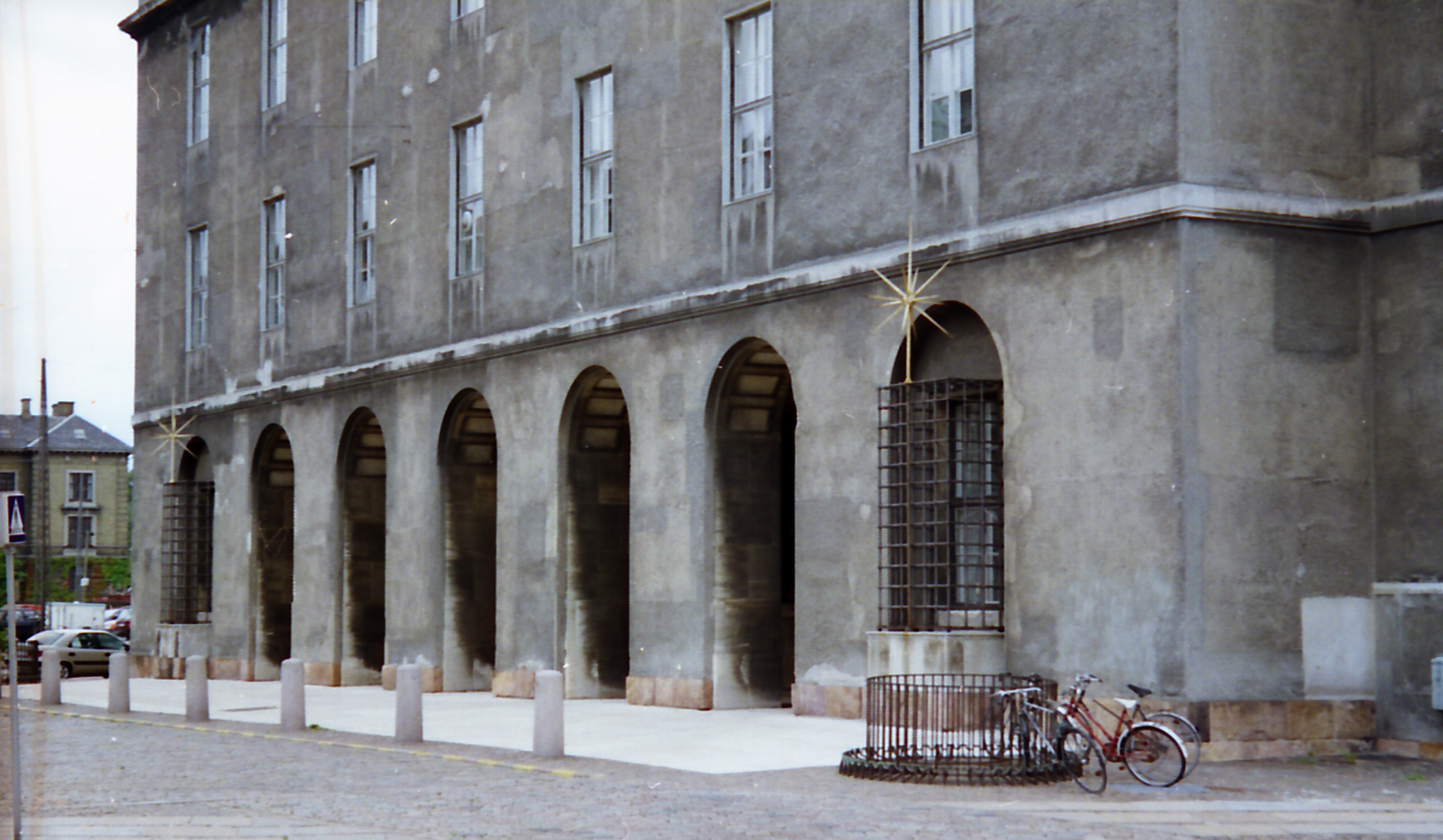
Здание полицейского управления Копенгагена, где была снята часть сцен фильма

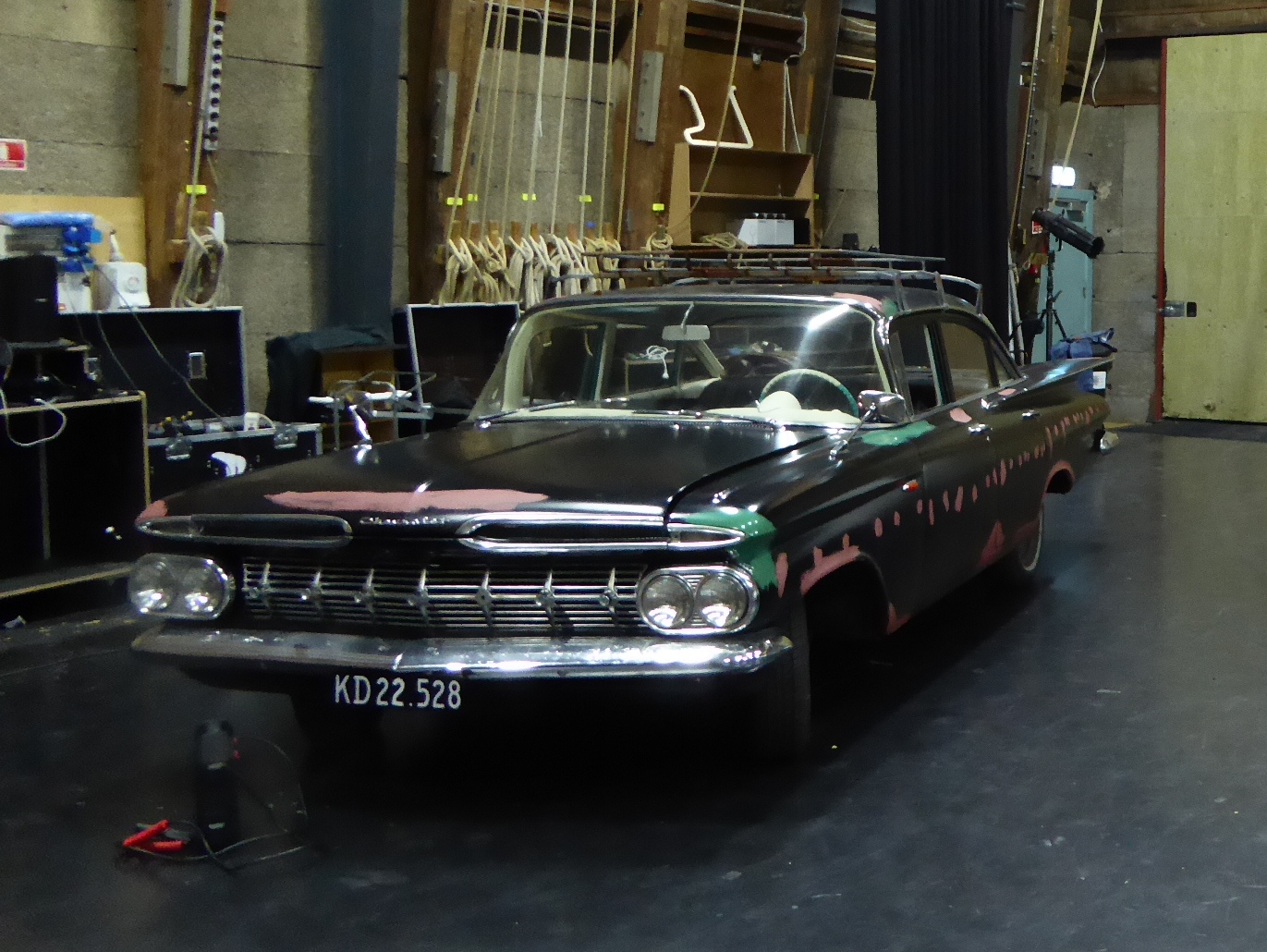
Старый Chevrolet Bel Air, на котором передвигаются члены банды

Большинство фильмов начинаются с того, что Эгон выходит из тюрьмы и его с энтузиазмом приветствуют Бенни и Кельд. Затем все трое идут пить пиво в гостиной полуразрушенного дома Кельда в захудалом районе Вальбю, где Эгон рассказывает друзьям о своём последнем плане, как правило, для того, чтобы сделать их миллионерами. Их планы часто состоят из двух этапов: первое ограбление помогает найти оборудование для второго. Обычно используются повседневные вещи, такие как Лего, воздушные шары для вечеринок, сигареты и т. д., которые затем удивительными способами объединяются  в сложные планы, часто включающие социальную инженерию.
Основная функция Бенни помимо вождения машины и краж, быть владельцем «Штуки», металлического открывателя для бутылок, используемого в качестве прибора способного выбить из телефонного аппарата деньги, и универсальной отмычки.
Эгон часто проводит время с юристами или руководителями, которые предоставляют ему необходимую информацию, например, дежурные реестры для национального государственного регистра. Эгон также является блестящим взломщиком, работающим вручную, специализируясь на вымышленном бренде сейфов «Франц Ягер».
Планы Эгона часто приводят банду к опасно-тесному контакту с белыми воротничками из датской деловой (и политической) элиты. Например, в одном эпизоде некоторые люди с хорошими связями пытаются заработать деньги на так называемой «горе масла» - огромной партии масла, купленного и хранящегося ЕЭС, чтобы сохранить цены. Эгон Ольсен узнаёт об этом от адвоката, который отбывает тюремное заключение, и банда вмешивается в план по обеспечению себя миллионами.
Но, как всегда, Эгон — ушедший после успеха с блестящим планом — проигрывает, потому что недооценивает силы и беспринципность своих дружков. В нескольких фильмах, роль антагониста была отдана генеральному директору Халландсену из Hallandsen inc.
Эгона, как правило, в конце концов арестовывают по разным причинам: козел отпущения, невезение, какое-то совершенно неуместное преступление, или даже сам сдавался, считая это делом чести.
Повторяющаяся часть фильмов высмеивает датские власти, особенно полицию. Например, Суперинтендант Йенсен (Хермансен по-норвежски) говорит своему младшему коллеге инспектору Хольму: «Единственное, что может сделать полиция, когда приходят настоящие крупные преступники, — это предложить им защиту!». Йенсен скептически использует повторяющееся восклицание «Bagmændene!» (Крупная Рыбка), чтобы сослаться на мощных игроков, движущихся вне закона.
В ранних эпизодах ненормативная лексика и лёгкая эротика (скудно одетые женщины, эротические плакаты и т. д.) были использованы более свободно, чем в поздних, где указанный контент был несколько разбавлен, чтобы позволить просмотр детям.
Более поздние фильмы были посвящены сатирическому взаимодействию между Йенсеном и Хольмом и Эгоном с Кельдом. А также частым всплеском гнева со стороны Ольсена или Йенсена. Особенно известен список оскорблений, которыми Ольсен покрывает своих дружков:
- «Социал-демократы!»,
- «Безумная женщина!»(о Ивонне),
- «Паршивые любители!»,
- «Трусы!»,
- «Собачьи головы!»,
- «Каша крестьян!»,
- «Тряпки!»,
- «Подонки!».

## Персонажи

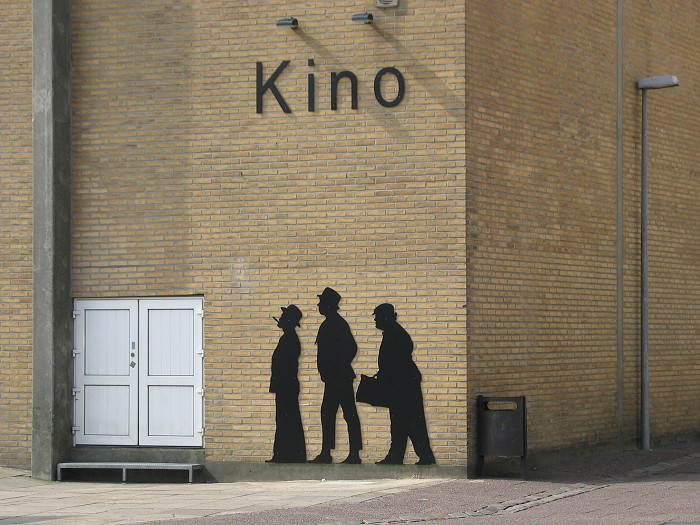
Силуэты банды Ольсена на стене кинотеатра в городе Тистед, Дания

Повторяющиеся персонажи Датской версии:
- Эгон Ольсен[англ.]: Лидер банды, эксперт по взлому сейфов марки «Франц Ягер», преступный гений, но в то же время вспыльчивый и иногда может сорваться.
- Бенни Франсен: Член банды, водитель, практично обращается с вещами и умеет управлять паромом. Часто повторяет фразу — «Skidegodt Egon!» («Чертовски здорово, Эгон!»)
- Кельд Йенсен: Член банды, хранитель вещей, всегда нервный и скромный, но в редких случаях, помогает справиться с любой задачей.
- Ивонна: Очень властная жена Кельда, часто строит планы о том, как использовать миллионы из различных планов.
- Борге: Сын Кельда, иногда безупречная часть схемы.
- Гарри (а.к.а. Динамитный Гарри): Брат Бенни, эксперт по взрывотехнике (по крайней мере, по его собственному мнению) и заядлый алкоголик.
- Йенсен: Суперинтендант в полиции Копенгагена, сильно разочаровавший начальство, из-за чего, забытый всеми, оставлен работать в подвальном офисе.
- Хольм: Детектив полиции Копенгагена, молодой и амбициозный, но немного наивный.
- Хольм-Хансен/Банг Йохансен/Халландсен: Роль одного и того же актёра, играющего разных злодеев. Всегда на вершине социальной иерархии, чаще всего международных контактов.
- Конген и Кнэгтен (Король и Рыцарь/Валет): Первый — мошенник, а второй, его племянник, ярко выраженный садист.
- Боффен (Боров): Накаченный наёмник, в основном работающий на Халландсена.
- Хансен: Лидер конкурирующей банды преступников с музыкальной тематикой от «Боб — прожигатель жизни».
- Мортенсен: Инспектор полиции, вечно подозревающий во всём Банду Ольсена. Неуклюжий, и зачастую, в конце фильмов, за провал в расследовании, его переводят в патрульную службу. В последнем своём появлении был отправлен в психиатрическую лечебницу.

## Международные версии
«Банда Ольсена» была снята и в других версиях — Норвежской и Шведской («Jönssonligan»). Ленты немного отличаются друг от друга, но они следуют в целом аналогичной формуле для датских фильмов. Оригинальные датские фильмы были популярны в бывших ГДР и Восточной Европе, с их сатирой на создание и власти.
В сериале также есть ещё один персонаж «Динамитный Гарри», младший брат Бенни Франсена, который также показан в норвежских эпизодах, — это эксперт по взрывотехнике (хотя его нервы очень слабые из-за того, что он часто пьёт из бутылок со взрывчатыми веществами, путая их с бутылками пива). Гарри появился в шести норвежских фильмах, в которых играл Харальд Хайде-Стин-младший. Он также появился в двух ранних датских фильмах Банда Ольсена, затем эту роль играл Пребен Каас. В шведской серии «Jönssonligan» Гарри появился во втором фильме и стал постоянным членом банды из следующей партии, так как актёр, который играл оригинального участника, основанный на Кельде, по имени Рокки, был уволен.
В шведской версии Эгон был заменён Чарльзом-Ингваром «Сикан» Йонссоном, с немного отличающимся костюмом и манерами, а в более поздних фильмах, когда актёр Йёста Экман устал от персонажа, он стал играть и других лидеров, которые никогда не стали такими же популярным, как «Сикан». Бенни заменил «(Рагнар) Ванхеден», часовщик из Стокгольма.

## Датские фильмы
Первые тринадцать фильмов были срежиссированны Эриком Баллингом, а Том Хедегард и Мортен Арнфред срежиссировали четырнадцатый и последний фильм «Банда Ольсена». Сценарии были написаны Баллингом и Хеннингом Бах, которые также работали в качестве дизайнеров.
| Название (Название на языке оригинала)                               | Дата                   | Сюжет |
| -------------------------------------------------------------------- | ---------------------- | --- |
| Банда Ольсена (Olsen-banden)                                         | 11 октября, 1968 года  | Эгон Ольсен, лидер маленькой воровской шайки, решает сделать её самой известной в Дании. Для этого он планирует организовать своё «ограбление века»: выкрасть из музея Копенгагена бесценное произведение искусства. Проблема в том, что экспонат надёжно охраняется, а коллеги Ольсена по банде — далеко не самые толковые люди. |
| Исправление Банды Ольсена (Olsen-banden på spanden)                  | 3 октября, 1969 года   | Стремясь хорошо выглядеть в глазах женщины из службы социальной реабилитации, Эгон Ольсен на время забывает о преступлениях. Но когда американские гангстеры вламываются в национальный банк, а полиция думает, что это его рук дело, он разыскивает настоящих преступников, чтобы доказать свою невиновность. |
| Банда Ольсена в Ютландии (Olsen-banden i Jylland)                    | 8 октября, 1971 года   | И снова у Эгона Ольсена, после выхода из тюрьмы, есть план. Он узнал, что после поражения в 1945 г., в одном из бункеров, немцы оставили весьма крупную сумму (в американских долларах и золотых слитках). Единственная проблема, что бункер находится на полуострове Ютландия. Эгон, Бенни и Кельд отправляются в Ютландию. Они надеются и там дурачить людей, но конечно, дела у них идут совсем не по плану. |
| Большое Ограбление Банды Ольсена (Olsen-bandens store kup)           | 6 октября, 1972 года   | Банда Ольсена снова занята делом. На этот раз Эгон разработал потрясающий по дерзости и гениальности план — среди бела дня ограбить инкассаторскую машину банка, охраняемую полицией. Самое забавное — то, что ограбленные вплоть до возвращения в банк не подозревают, что их обвели вокруг пальца. Наконец-то Эгону удалось совершить ограбление века! |
| Банда Ольсена сходит с ума (Olsen-banden går amok)                   | 5 октября, 1973 года   | После очередной отсидки Эгон, как всегда, выходит из государственной тюрьмы Вридлёсе. Но встречает его лишь Динамитный Гарри. Оказывается Бенни и Кельд устроились на работу и больше не хотят иметь с ними дел. Эгону и Гарри не остаётся ничего другого, кроме как пойти на дело вдвоём. |
| Последний рывок Банды Ольсена (Olsen-bandens sidste bedrifter)       | 4 октября, 1974 года   | Наконец-то мечта Эгона и его товарищей осуществилась: все вместе они отдыхают на Майорке! Но отдых омрачается одним «пустяком»: денег для оплаты гостиничных счетов у них недостаточно. Эгон вынужден искать очередной сейф, который можно открыть. Такой сейф находится, но Эгону, как обычно, не везёт, и он в очередной раз оказывается в тюрьме. Считался последним фильмом на момент выпуска. |
| Банда Ольсена на трассе (Olsen-banden på sporet)                     | 26 сентября, 1975 года | Наконец-то банда Ольсена может почивать на лаврах. Миллионы, солнечная Испания… Чего ещё может не хватать дружной компании? Разве что, датского сыра, датских булочек и дождя. И, возможно, совсем чуточку — приключений… Ведь приятно, чёрт возьми, иной раз прокатиться с ветерком по датской железной дороге в кабине машиниста… |
| Банда Ольсена в ярости (Olsen-banden ser rødt)                       | 1 октября, 1976 года   | Эгон с приятелями планируют украсть у местного аристократа древнюю китайскую вазу, подменив её дешёвой подделкой. Удачный случай подворачивается, когда барон решает устроить охотничью вечеринку. Этот фильм содержит знаменитую сцену демонстрации, в которой банда бомбит, сверлит и пробивает себе путь в подвале Королевского датского театра под увертюру Фридриха Кулау к опере Эльфийская гора. |
| Банда Ольсена отводит взгляд (Olsen-banden deruda)                   | 30 сентября, 1977 года | Эгон стареет. Он теряет былую хватку и страдает склерозом. Из-за этого все его грандиозные планы в последний момент рассыпаются, как карточные домики. Не желая признавать старость, Эгон пресекает попытки Кельда и Бенни поработать под началом племянника Ивонны, используя современные технологии. А тем временем, сама Ивонна учится водить машину. Что из этого получится? Видимо, интересное зрелище… |
| Банда Ольсена на тропе войны (Olsen-banden går i krig)               | 6 октября, 1978 года   | Шайка воров-неудачников узнаёт о тайном плане продажных правительственных чиновников, задумавших превратить всю Данию в один большой парк развлечений для иностранных туристов. |
| Банда Ольсена никогда не сдаётся (Olsen-banden overgiver sig aldrig) | 26 октября, 1979 года  | Эгон, отсидев очередной срок, набрался знаний по менеджменту и бизнесу у своего сокамерника, но сделал только один вывод: бизнес — это законное мошенничество. Освободившись, он немедленно приступает к делу. |
| Банда Ольсена бежит на завод (Olsen-bandens flugt over plankeværket) | 16 октября, 1981 года  | Эгон в очередной раз выходит из тюрьмы, где поменялся начальник. Пребывание там стало совсем некомфортно и Эгон ни за что не хочет возвращаться в камеру. Конечно, у него опять есть гениальный план, но Эгон сразу предупреждает, что это дело станет последним для банды. Правда теперь соперник слишком опасен и жизнь Эгона под угрозой… |
| Банда Ольсена уходит (Olsen-banden over alle bjerge)                 | 26 декабря, 1981 года  | Продолжение истории, начатой в 12-м фильме. Поскольку все попытки завладеть деньгами в предыдущей части проваливаются, то для успешного проведения «последнего дела» Ольсен и его друзья вынуждены задействовать в «операции» Ивонну… и продолжить начатое дело в Париже. Ведь время не ждёт, подготовка к серебряной свадьбе Кельда и Ивонны продолжается, а денег для празднования юбилея нет. Будет ли удача сопутствовать им в этот раз?                                                                                               |
| Последняя шалость Банды Ольсена (Olsen-bandens sidste stik)          | 18 декабря, 1998 года  | Прошло 18 лет, герои постарели. Эгон Ольсен из тюрьмы угодил в психушку, где над ним проводили эксперименты. Он почти оглох и носит слуховой аппарат. Кельд вообще передвигается только в инвалидной коляске. Даже Бенни стал намного серьёзнее. Но встретившись, друзья решают ещё разок тряхнуть стариной… Актёр играющий роль «Кельда Йенсена», Пауль Бангаард, умер во время съёмок последнего фильма. Актёр Томми Кентер занял эту роль, чтобы закончить фильм. Это было спрятано с помощью различных эффектов и технологии сокрытия. |
| [ 2 ]                                                                |                        | |

### Актёрский состав
- Ове Спрогёе — как Эгон Ольсен[англ.].
- Мортен Грюнвальд — как Бенни Франсен.
- Поуль Бундгор — как Кельд Йенсен.
- Томми Кентер — как Кельд Йенсен.
- Кирстен Вальтер — как Ивонна Йенсен.
- Жес Холтсо — как Борге Йенсен.
- Аксель Стрёбие — как Суперинтендант полиции Йенсен.
- Оле Эрнст — как инспектор полиции Хольм.
- Ове Вернер Хансен — как Боров.
- Пребен Каас — как Динамитный Гарри.
- Петер Стеен — как Мортенсен.

## Норвежские фильмы
| Дата | Название (Название на языке оригинала)                                                                              |
| ---- | --- |
| 1969 | Банда Ольсена «Операция Эгон» (no:Olsenbanden "Operasjon Egon")                                                     |
| 1970 | Банда Ольсена и Динамитный Гарри (no:Olsenbanden og Dynamitt-Harry)                                                 |
| 1972 | Банда Ольсена берёт золото (no:Olsenbanden tar gull)                                                                |
| 1973 | Банда Ольсена и Динамитный Гарри сходят с ума (no:Olsenbanden og Dynamitt-Harry går amok)                           |
| 1974 | Банда Ольсена встречает Конгена и Кнэгтена (no:Olsenbanden møter Kongen og Knekten)                                 |
| 1975 | Последнее дело Банды Ольсена (no:Olsenbandens siste bedrifter)                                                      |
| 1976 | Банда Ольсена в музыке (no:Olsenbanden for full musikk)                                                             |
| 1977 | Банда Ольсена и Динамитный Гарри на трассе (no:'Olsenbanden og Dynamitt-Harry på sporet)                            |
| 1978 | Банда Ольсена и Динамитный Гарри ворвались в мировой банк (no:Olsenbanden og Dynamitt-Harry sprenger verdensbanken) |
| 1979 | Банда Ольсена стремится к высотам (no:Olsenbanden mot nye høyder)                                                   |
| 1981 | Банда Ольсена никогда не отступает (no:Olsenbanden gir seg aldri)                                                   |
| 1982 | Последняя сделка Банды Ольсена (no:Olsenbandens aller siste kupp)                                                   |
| 1984 | ...Но Банда Ольсена не погибла! (no:…men Olsenbanden var ikke død)                                                  |
| 1999 | Последний пункт Банды Ольсена (no:Olsenbandens siste stikk)                                                         |
|      | |
| 2001 | Банда Ольсена детские годы — первая сделка (рождественский календарь) (Olsenbanden Jr. første kupp)                 |
| 2002 | Банда Ольсена детские годы — идёт под водой (no:Olsenbanden jr. går under vann)                                     |
| 2004 | Банда Ольсена детские годы — на рокере (no:Olsenbanden jr. på rocker'n)                                             |
| 2006 | Банда Ольсена детские годы — в цирке (no:Olsenbanden jr. på Cirkus)                                                 |
| 2006 | Банда Ольсена детские годы — Секрет серебряного рудника (no:Olsenbanden jr. Sølvgruvens hemmelighet)                |
| 2009 | Банда Ольсена детские годы — Чёрное золото 2009 (no:Olsenbanden jr. Det sorte gullet)                               |
| 2010 | Банда Ольсена детские годы — Мастерское воровское сокровище (no:Olsenbanden jr. Mestertyvens skatt)                 |

Некоторые эпизоды повторяют элементы предыдущих фильмов. Поскольку японский автопроизводитель Toyota обычно был основным спонсором сериала, большинство автомобилей, в том числе автомобили злодеев, машины охраны, полицейские машины, автомобиль банды, гражданские автомобили, припаркованные на тротуарах и т. д., были предоставлены компанией. Модели включаютCrown в качестве такси, Toyota Cressida в качестве полицейских машин, Hiace в качестве грузовых и инкассаторских фургонов и т. д. Были исключения, в частности в фильме «Olsenbandens aller siste kupp» (Последняя сделка Банды Ольсена) 1982 года, который спонсировал Datsun.

### Актёрский состав
- Arve Opsahl — как Эгон Ольсен[англ.].
- Sverre Holm — как Бенни Франсен.
- Carsten Byhring — как Кель Йенсен.
- Aud Schønemann — как Валборг Йенсен.
- Willie Hoel — как Бармен Хансен.
- Ove Verner Hansen — как Боров.
- Pål Johannessen — как Бассе Йенсен (появляется в восьми фильмах).
- Sverre Wilberg — как Суперинтендант полиции Хермансен.
- Øivind Blunck, Oddbjørn Hesjevoll, Ulf Wengård и Anders Hatlo — как инспектор полиции Хольм (Blunck появляется в пяти фильмах, а Hesjevoll, Wengård и Hatlo в каждом фильме соответственно).
- Harald Heide-Steen Jr. — как Динамитный Гарри.

## Шведские фильмы
| Год                         | Название                                                                        | Режиссёр                | Автор                                                                | Опирается на фильм |                |                |                |
| Originalserien              | Originalserien                                                                  | Originalserien          | Originalserien                                                       | Originalserien | Originalserien | Originalserien | Originalserien |
| --------------------------- | ------------------------------------------------------------------------------- | ----------------------- | -------------------------------------------------------------------- | --- | -------------- | -------------- | -------------- |
| 1981                        | Предупреждение для Банды Йонссона (en:Varning för Jönssonligan)                 | sv:Jonas Cornell        | Хеннинг Бас, sv:Rolf Börjlind & sv:Erik Balling                      | sv:Olsen-bandens sidste bedrifter (1974) sv:Olsen-banden overgiver sig aldrig (1979)                                                         |                |                |                |
| 1982                        | Банда Йонссона и Гарри Динамит (en:Jönssonligan & Dynamit-Harry)                | Mikael Ekman            | Хеннинг Бас, sv:Erik Balling, sv:William Aldridge & sv:Sven Melander | sv:Olsen-banden går amok (1973) |                |                |                |
| 1984                        | Банда Йонссона в золотой лихорадке (en:Jönssonligan får guldfeber)              | Mikael Ekman            | sv:Rolf Börjlind                                                     | sv:Olsen-banden går i krig (1978) Olsen-bandens store kup (1972)                                                                             |                |                |                |
| 1986                        | Снова появляется Банда Йонссона (en:Jönssonligan dyker upp igen)                | Mikael Ekman            | sv:Rolf Börjlind, Йёста Экман и Mikael Ekman                         | Шведский оригинальный сценарий |                |                |                |
| 1989                        | Банда Йонссона на Майорке (en:Jönssonligan på Mallorca)                         | Mikael Ekman            | sv:Rolf Börjlind, Йёста Экман и Mikael Ekman                         | Шведский оригинальный сценарий |                |                |                |
| 1992                        | Банда Йонссона и чёрный бриллиант (en:Jönssonligan & den svarta diamanten)      | sv:Hans Åke Gabrielsson | Hans Åke Gabrielsson & Rolf Börjlind                                 | Svenskt originalmanus, men innehåller detaljer från: sv:Olsen-banden (1968) и sv:Dr. Mabuses testamente (1933)                               |                |                |                |
| 1995                        | Крупная сделка Банды Йонссона (en:Jönssonligans största kupp)                   | sv:Hans Åke Gabrielsson | Stig Boqvist, Hans Åke Gabrielsson & sv:Calle Norlén                 | Шведский оригинальный сценарий, но содержит подробности из: sv:Olsen-banden deruda' (1977) и sv:Olsen-bandens flugt over plankeværket (1981) |                |                |                |
| 2000                        | Банда Йонссона играет на высшем уровне (en:Jönssonligan spelar högt)            | sv:Thomas Ryberger      | sv:Björn Gustafson                                                   | Шведский оригинальный сценарий, но содержит подробности из: Olsen-banden ser rødt (1976) и Gudfadern (1972)                                  |                |                |                |
| Детские годы Банды Йонссона |                                                                                 |                         |                                                                      | |                |                |                |
| 1996                        | Банда Йонссона и кукурузные хлопья (en:Lilla Jönssonligan och cornflakeskuppen) | Кристиан Вегнер         | sv:Mikael Hylin и Кристиан Вегнер                                    | Шведский оригинальный сценарий |                |                |                |
| 1997                        | Жёсткость Банды Йонссона (en:Lilla Jönssonligan på styva linan)                 | Кристиан Вегнер         | Кристиан Вегнер и sv:Björn Carlström                                 | Шведский оригинальный сценарий |                |                |                |
| 2004                        | Банда Йонссона на колонке (??) (en:Lilla Jönssonligan på kollo)                 | Кристиан Вегнер         | Кристиан Вегнер                                                      | Шведский оригинальный сценарий |                |                |                |
| 2006                        | Банда Йонссона и звёздный кубок (en:Lilla Jönssonligan & stjärnkuppen)          | sv:David Berron         | sv:Anna Fredriksson                                                  | Шведский оригинальный сценарий |                |                |                |
| Ремейки                     |                                                                                 |                         |                                                                      | |                |                |                |
| 2015                        | Банда Йонссона — идеальный удар (en:Jönssonligan – Den perfekta stöten)         | Ален Дарборг            | sv:Piotr Marciniak & Alain Darborg                                   | Шведский оригинальный сценарий |                |                |                |
| 2020                        | Берегитесь банды Йонссона                                                       | Томас Альфредсон        | sv:Rikard Ulvshammar                                                 | Шведский оригинальный сценарий |                |                |                |

## Фильм и его герои в массовой культуре

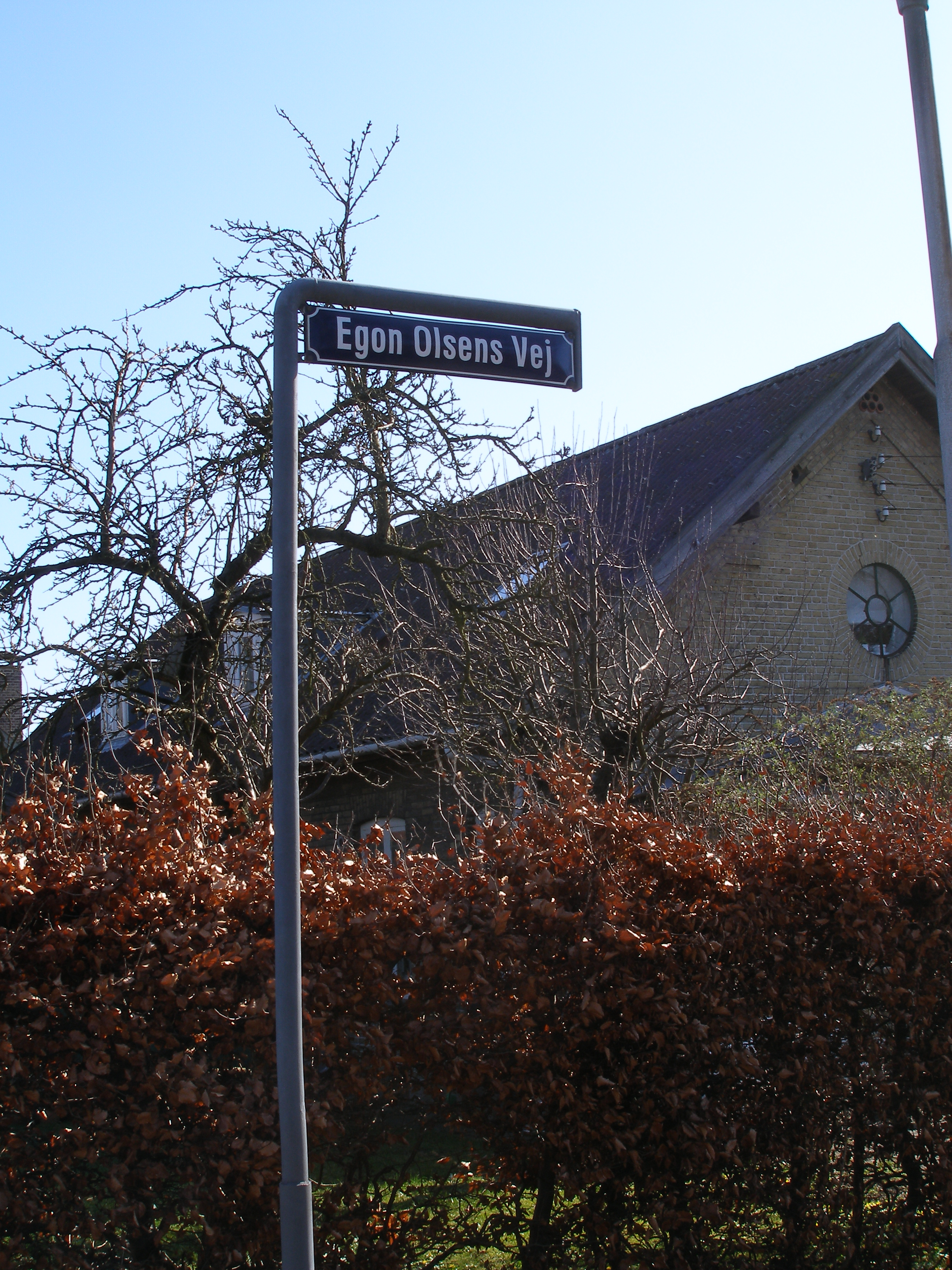
Дорожный указатель: улица Эгона Ольсена в Альбертслунне

- Популярность сериала вдохновила норвежскую сеть ресторанов Egon создать логотип, выглядящий как шляпа Эгона Ольсена и сигара.
- Håkon Aasnes также рисовал комиксы, основанные на серии фильмов[3].
- Большинство норвежских фильмов были восстановлены в цифровом виде. Диски включают в себя английские и норвежские субтитры, формат 16:9 и объёмный звук Dolby Digital 1.0.
- Норвежское издательство Semic Press, опубликовало 5 комиксов о банде Ольсена, первым выпуском был «Olsenbanden raner hurtigruta!» (1983 год)[4][5].
- Когда в 2004 году Уве Спрогё скончался в возрасте 84 лет, было предложено назвать назвать улицу, по которой его персонаж идёт из тюрьмы в честь Эгона, на что после некоторого сопротивления согласился муниципалитет города Альбертслунна и 21 декабря 2004 года (в день рождения актёра) она была переименована в Egon Olsens Vej.
- В июне 2019 года Почта Норвегии выпустила две памятные почтовые марки в честь 50-летия со дня выхода первого фильма. На марке для внутринорвежской корреспонденции изображён Эгон, выходящий из тюрьмы (типичная сцена для большинства серий), на другой, предназначенной для использования внутри ЕС — вся банда, вместе с Гарри и Вальборг (местный вариант Ивонны)[6].

## Полнометражные анимационные фильмы
- Балбесы 3D (Банда Ольсена на полированном полу) (2010)
- Банда Ольсена в Большой Беде (2013)

### Дания
- Poul-Ove Kühnel, Paul-Jørgen Budtz.  = Olsen Banden (нем.). — København, 1981.
- John Lindskog, Skide godt Egon!. 30 år med Olsen Banden. Lademann[дат.]*, 1999. ISBN 87-15-10170-3.
- Per Thygesen Poulsen. Ledelse ifølge Olsen Banden. Jyllands-Postens Erhvervsbogklub, Viby J. 1999, ISBN 87-90605-78-0.
- Jens Andersen: Olsen-Bandens Jylland. Thisted 2006.
- Per Kuskner/Morten Grunwald: Min tid i gule sokker. Kopenhagen 2013, ISBN 978-87-7137-768-2.
- Christian Monggaard: Olsen Banden. 2018, ISBN 978-87-970035-1-0.

### Германия
- Frank Eberlein[нем.], Frank-Burkhard Habel[нем.]. Банда Ольсена. Большая книга для фанатов. Шварцкопф и Шварцкопф = Die Olsenbande. Das große Buch für Fans. Schwarzkopf und Schwarzkopf (нем.). — udvidet ny udgave 2000. — Berlin, 1996. — ISBN 3-89602-056-0.
- Hauke Lange-Fuchs[нем.]. У меня есть план! = Ich habe einen Plaan! (англ.). — Lübeck, 1997. — ISBN 3-924214-48-4.
- Frank Eberlein[нем.]. Das große Lexikon der Olsenbande. Berlin 2001, ISBN 3-89602-361-6.
- Otto Frello[англ.]. Die Olsenbande und ihr großer Coup. Holzhof, Dresden. 2008, ISBN 978-3-939509-95-0.